# أحمد علي لاهوري
مولانا أحمد علي لاهوري (1887 – 23 فبراير 1962) (بالأردية: مولانااحمد علی لاہوری)، هو باحث مسلم، ومترجم القرآن للأردية في جنوب آسيا. كان أحد كبار العلماء في تاريخ الحركة الديوبندية.

## سيرته
تتلمذ علي أحمد لاهوري على يد عبيد الله السندي، ودرس الدراسات الإسلامية وتخرج في عام 1927، كان يعمل محاضرًا في معهد معلمه (معهد الأنصار) وتزوج أيضًا من ابنة معلمه، ومع ذلك توفي عبيد الله السندي عام 1944 قبل تقسيم الهند البريطانية عام 1947. لذا تولى شبير أحمد العثماني قيادة مجموعة من علماء الديوبندية من بينهم أحمد علي لاهوري لدعم حركة باكستان ومحمد علي جناح، وجاءت هذه المجموعة بأكملها إلى باكستان التي تم إنشائها حديثًا في عام 1947 واستقرت هناك.

## وفاته
توفي أحمد علي لاهوري في 23 فبراير 1962 في لاهور، ودُفن في لاهور، وقام ابنه مولانا عبيد الله أنور بحمل تراثه في الدراسات الإسلامية بعد وفاته. 